# Jean-François Roberge
Jean-François Roberge, né le 17 juin 1974, est un enseignant et homme politique québécois. Il est le député caquiste de Chambly à l'Assemblée nationale du Québec depuis l'élection du 7 avril 2014.
Il est ministre de l'Éducation de 2018 à 2022 et ministre de l'Enseignement supérieur de 2018 à 2020.
Le 20 octobre 2022, à la suite des élections générales du 3 octobre, il est nommé ministre de la Langue française, ministre responsable des Relations canadiennes et de la Francophonie canadienne et ministre responsable de la Laïcité dans le gouvernement Legault.

## Biographie
Après avoir été impliqué dans le mouvement étudiant, notamment comme coordonnateur aux affaires académiques de la Fédération étudiante universitaire du Québec, Jean-François Roberge devient, en 1997, enseignant dans une école primaire de la circonscription de Chambly. Il occupera ce poste pendant près de 17 ans, soit jusqu'à son élection le 7 avril 2014. Entre-temps, il devient membre de la Commission de l’enseignement primaire du Conseil supérieur de l'éducation, puis est élu président de l'organisme Force Jeunesse en 2002-2003. Il est également président de l’Association de défense des jeunes enseignants du Québec, ainsi qu'un militant du Parti québécois de la circonscription de Vachon en 2007-2008. Il est chroniqueur en éducation à l’émission de télévision Deux filles le matin au réseau TVA pendant trois ans.

## Vie politique
Lors des élections générales québécoises de 2012, il se présente sous la bannière de la Coalition avenir Québec dans la circonscription de Vachon. Il termine deuxième avec 11 095 voix et 29,6 % du suffrage exprimé, derrière Martine Ouellet du Parti québécois (majorité de 3 729 votes).
Lors des élections générales québécoises de 2014, il se présente dans la circonscription de Chambly. Il fait alors face au ministre de la Justice sortant, Bertrand St-Arnaud du Parti québécois. Le 7 avril 2014, il est officiellement élu député de la circonscription, remportant l'élection avec une majorité de 408 voix et 34,2 % des votes exprimés.
Il est réélu député de Chambly pour un second mandat le 1er octobre 2018 avec une majorité de 12 376 voix et 50,3 % des votes exprimés.
Longtemps porte-parole de la Coalition avenir Québec en matière d'Éducation, d'Enseignement supérieur, de Recherche et Science et de Jeunesse, il devient le 18 octobre 2018 ministre de l’Éducation et de l’Enseignement supérieur du gouvernement de François Legault. Il est reconfirmé dans ses fonctions de ministre de l'Éducation du Québec le 22 juin 2020.
Il est réélu lors des élections générales du 3 octobre 2022 et quelques jours plus tard, le 20 octobre 2022, il est nommé ministre de la Langue française, ministre responsable des Relations canadiennes et de la Francophonie canadienne et ministre responsable de la Laïcité dans le gouvernement Legault.
Il devient également ministre de l'Immigration, de la Francisation et de l'Intégration le 5 septembre 2024 pour remplacer Christine Fréchette qui prend les responsabilités ministérielles de Pierre Fitzgibbon. Il impose alors des coupures controversées en francisation aux adultes, ce qui affecte plusieurs milliers d'étudiants.

## Littérature

### Romans jeunesse
Jean-François Roberge publie en 2010 un roman jeunesse aux Éditions Pierre Tisseyre, intitulé Francis perdu dans les méandres. En novembre 2014, il procède au lancement d'un second roman, intitulé Francis l'Intrépide. Il devient ainsi le premier parlementaire québécois depuis Gérald Godin à publier une œuvre de fiction alors qu'il est en fonction. En entrevue, il confirme travailler à l'écriture d'un troisième tome, mais ne peut fixer de date de sortie pour celui-ci en raison de son horaire de travail chargé.

### Et si on réinventait l'école?
En avril 2016, à la suite d'une vaste tournée du réseau de l'éducation l'ayant mené aux quatre coins du Québec et fort de son expérience à titre d'enseignant et de porte-parole de sa formation politique en matière d'éducation, Jean-François Roberge publie Et si on réinventait l'école?. Cet essai regroupe les principales idées mises de l'avant par le député pour relancer le réseau québécois de l'éducation. Jean-François Roberge y propose notamment d'instaurer la maternelle 4 ans universelle, la réintroduction d'un cours d'économie et entrepreneuriat au secondaire, l'ajout de ressources pour dépister et accompagner les élèves en difficulté et le rehaussement de l'âge obligatoire de fréquentation scolaire à 18 ans (ou jusqu'à diplomation) et la création d'un ordre professionnel enseignant. Le livre reçoit un très bon accueil, autant chez les chroniqueurs que chez les acteurs du monde scolaire.

## Course du député Jean-François Roberge
Depuis 2014, Jean-François Roberge organise chaque année la Course du député Jean-François Roberge, une activité-bénéfice non partisane visant à amasser des fonds pour une cause ou un organisme de la circonscription de Chambly.
L'édition 2014, qui visait à amasser des fonds pour la famille de Zakary Auclair, un enfant gravement malade de Chambly, et organisée en partenariat avec le club Trifort de Chambly, a ainsi permis d'amasser plus de 8 000 $.
L'édition 2015, pour sa part, visait à amasser des fonds pour aider les écoles de la circonscription participantes à moderniser leurs bibliothèques scolaires. Plus de 220 coureurs ont participé à l'événement, qui aura permis d'amasser plus de 8 000 $ pour les bibliothèques scolaires des écoles de la circonscription de Chambly.
L'édition 2016 a permis d'amasser plus de 5 500 $ pour supporter deux organismes œuvrant auprès des jeunes et des familles de  la région de Chambly.
Les éditions 2017 et 2018 ont permis d'amasser près de 20 000 $ pour les clubs sportifs afin de rendre la pratique du sport amateur plus accessible aux jeunes de la région de Chambly.
Ainsi, grâce à cette initiative, plus de 40 000 $ ont été amassés - et redistribués - dans Chambly, Carignan, Richelieu, Saint-Mathias-sur-Richelieu et Saint-Basile-le-Grand depuis 2014.

## Résultats électoraux
|                                                                                               | Nom                             | Parti              | Nombre de voix | %      | Maj.   |
| --------------------------------------------------------------------------------------------- | ------------------------------- | ------------------ | -------------- | ------ | ------ |
|                                                                                               | Jean-François Roberge (sortant) | Coalition avenir   | 18 500         | 48,5 % | 11 669 |
|                                                                                               | Marie-Laurence Desgagné         | Parti québécois    | 6 831          | 17,9 % | -      |
|                                                                                               | Vincent Michaux-St-Louis        | Québec solidaire   | 6 250          | 16,4 % | -      |
|                                                                                               | Daniel Desnoyers                | Conservateur       | 3 181          | 8,3 %  | -      |
|                                                                                               | Lina Yunes                      | Libéral            | 2 997          | 7,9 %  | -      |
|                                                                                               | Sanae Chahad                    | Climat Québec      | 341            | 0,9 %  | -      |
|                                                                                               | Caroline Boisvert               | Démocratie directe | 70             | 0,2 %  | -      |
| Total                                                                                         | Total                           | Total              | 38 170         | 100 %  |        |
| Le taux de participation lors de l'élection était de 73,7 % et 460 bulletins ont été rejetés. |                                 |                    |                |        |        |

|                                                                                               | Nom                             | Parti                | Nombre de voix | %      | Maj.   |
| --------------------------------------------------------------------------------------------- | ------------------------------- | -------------------- | -------------- | ------ | ------ |
|                                                                                               | Jean-François Roberge (sortant) | Coalition avenir     | 18 940         | 50,3 % | 12 376 |
|                                                                                               | Christian Picard                | Parti québécois      | 6 564          | 17,4 % | -      |
|                                                                                               | Francis Vigeant                 | Québec solidaire     | 6 177          | 16,4 % | -      |
|                                                                                               | François Villeneuve             | Libéral              | 4 599          | 12,2 % | -      |
|                                                                                               | Camille B. Jannard              | Vert                 | 683            | 1,8 %  | -      |
|                                                                                               | Guy L'Heureux                   | Conservateur         | 309            | 0,8 %  | -      |
|                                                                                               | Gilles Létourneau               | NPD Québec           | 180            | 0,5 %  | -      |
|                                                                                               | Benjamin Vachon                 | Bloc pot             | 167            | 0,4 %  | -      |
|                                                                                               | Gilles Guindon                  | Changement Intégrité | 66             | 0,2 %  | -      |
| Total                                                                                         | Total                           | Total                | 37 685         | 100 %  |        |
| Le taux de participation lors de l'élection était de 75,4 % et 518 bulletins ont été rejetés. |                                 |                      |                |        |        |

|                                                                                               | Nom                          | Parti            | Nombre de voix | %      | Maj. |
| --------------------------------------------------------------------------------------------- | ---------------------------- | ---------------- | -------------- | ------ | ---- |
|                                                                                               | Jean-François Roberge        | Coalition avenir | 12 130         | 34,2 % | 408  |
|                                                                                               | Bertrand St-Arnaud (sortant) | Parti québécois  | 11 722         | 33,1 % | -    |
|                                                                                               | Magdala Ferdinand            | Libéral          | 7 869          | 22,2 % | -    |
|                                                                                               | Francis Vigeant              | Québec solidaire | 2 618          | 7,4 %  | -    |
|                                                                                               | Mary Harper                  | Vert             | 392            | 1,1 %  | -    |
|                                                                                               | Vincent Dessureault          | Parti nul        | 353            | 1 %    | -    |
|                                                                                               | Martin Laramée               | Option nationale | 200            | 0,6 %  | -    |
|                                                                                               | Michael Maher                | Conservateur     | 140            | 0,4 %  | -    |
| Total                                                                                         | Total                        | Total            | 35 424         | 100 %  |      |
| Le taux de participation lors de l'élection était de 76,6 % et 483 bulletins ont été rejetés. |                              |                  |                |        |      |

|                                                                                               | Nom                        | Parti                  | Nombre de voix | %      | Maj.  |
| --------------------------------------------------------------------------------------------- | -------------------------- | ---------------------- | -------------- | ------ | ----- |
|                                                                                               | Martine Ouellet (sortante) | Parti québécois        | 14 824         | 39,6 % | 3 729 |
|                                                                                               | Jean-François Roberge      | Coalition avenir       | 11 095         | 29,6 % | -     |
|                                                                                               | Linda Langlois Saulnier    | Libéral                | 7 966          | 21,3 % | -     |
|                                                                                               | Sébastien Robert           | Québec solidaire       | 1 890          | 5 %    | -     |
|                                                                                               | Pierre-André Beauchemin    | Vert                   | 808            | 2,2 %  | -     |
|                                                                                               | Sylvain Gauthier           | Option nationale       | 670            | 1,8 %  | -     |
|                                                                                               | Marc Joseph                | Coalition constituante | 197            | 0,5 %  | -     |
| Total                                                                                         | Total                      | Total                  | 37 450         | 100 %  |       |
| Le taux de participation lors de l'élection était de 78,7 % et 571 bulletins ont été rejetés. |                            |                        |                |        |       |